# 大西洋海神海蛞蝓
大西洋海神海蛞蝓（學名：Glaucus atlanticus），也叫“蓝龙”、“蓝天使”、“蓝海燕”、“蓑海牛”等，是一種藍色、小型的遠洋翼蓑海蛞蝓，海生腹足綱海神鰓科軟體動物。這些海蛞蝓都是浮游生物：牠們上下顛倒的，利用水的表面張力來維持在水面，讓風和洋流把牠們帶往其他地方去。大西洋海神海蛞蝓的身體上的顏色可幫助牠們偽裝：牠們藍色的一面向天，與海水的顏色融合在一起，使海上的獵食者找不到牠們；而牠們向海底的一面則是銀灰色，與海面上折射天空的顏色融合在一起，令海裡的獵食者也找不到牠們。
本物種以其他中上層的浮游生物為食，包括有毒的管水母葡萄牙戰艦。這種海蛞蝓會在進食過刺胞動物之後，把其刺胞儲存在從其自身組織內，以防禦捕食。人類處理這些海蛞蝓時有機會會被這些儲起來的刺胞刺中，令人感到非常痛苦。

## 分類學
本物種與Glaucilla marginata不單外貌相似，而且有近緣關係。現時我們知道Glaucilla marginata並不是一個單一物種，而是由四個不同的姊妹物種組成的組合，但牠們都在印度洋及太平洋生活。

## 簡介
當成熟後，大西洋海神海蛞蝓的身體大小可達3（1.2英寸），其背側和腹側呈現深藍色和銀灰色，頭部有深藍色的條紋。
牠們有一個平坦而尖細的身體，還有深藍色修長的尾巴。牠們的身上有三對對稱突出的腕狀附肢構造，長着好像手指那樣的角鰓。
本物種的齒舌有鋸齒狀牙齒。

## 分佈及棲息地

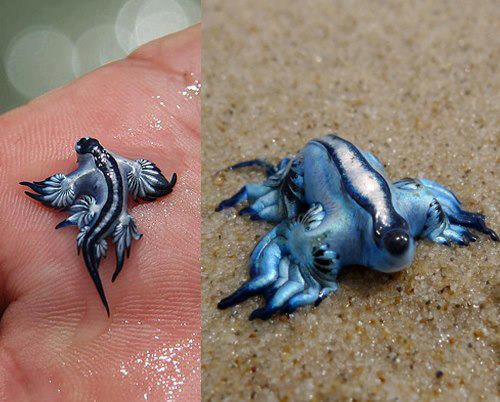
The blue sea slug is shown here out of water, and thus collapsed; these were found on a beach. Picking up the animal can result in a painful sting, with symptoms similar to those caused by the Portuguese man o' war.

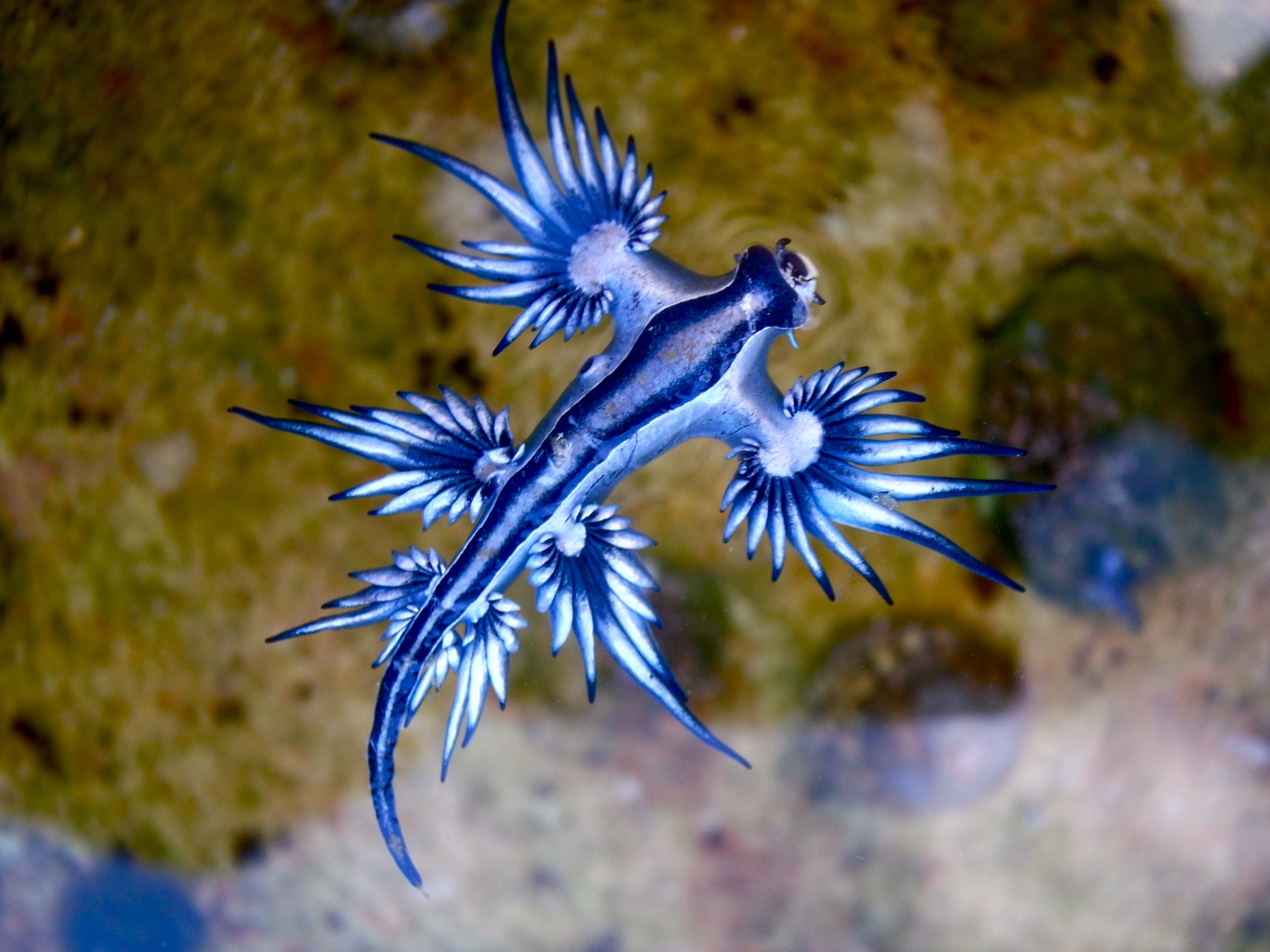
The slug in the water

这個裸鰓亞目的物种过去主要分布於泛熱帶地區，如墨西哥湾、澳洲沿岸可见，常隨著潮流和僧帽水母、錢幣水母一起出現。不過現時有報導指本物種開始在全世界的海洋出現，不單在熱帶，連溫帶的海域也見其踪影：除了在南非的東岸和南岸、莫桑比克、澳大利亞等印度洋海域現在也可發現，在歐洲水域的東海岸和亞洲也有其踪影的報告。有研究团队推测这可能是和暖化有关，因海水温度上升，让族群向北扩散。

## 延伸閱讀
- Churchill, Celia K. C.; Valdés, Ángel; Foighil, Diarmaid Ó. . Marine Biology (Berlin). April 2014, 161 (4): 899–910  [26 April 2015]. doi:10.1007/s00227-014-2389-7. （原始内容存档于2018-06-07）.
- Valdés, Ángel; Orso Angulo Campillo. . Bulletin of Marine Science. November 2004, 75 (3): 381–389  [2008-03-04]. （原始内容存档于2005-03-21）.
- MILLER, M. C. . Zoological Journal of the Linnean Society. January 1974, 54 (1): 31–61. doi:10.1111/j.1096-3642.1974.tb00792.x.

## 外部連結
維基物種上的相關：大西洋海神海蛞蝓
- Sea Slug Forum （页面存档备份，存于）
- 網絡生命大百科